# JustFab
JustFab, früher Justfabulous, ist ein US-amerikanischer Online-Fashion- und Stylingservice, der 2010 in Los Angeles gegründet wurde und Damen-Accessoires wie Schuhe und Handtaschen produziert und verkauft. Seit Mai 2012 ist JustFab auch auf dem deutschen Markt aktiv.

## Geschichte
JustFab wurde im März 2010 von Don Ressler und Adam Goldenberg gegründet. Im September 2011 wurde Kimora Lee Simmons President und Creative Director von JustFab. Zusätzlich erhielt JustFab eine Finanzierung in Höhe von 33 Millionen US-Dollar. Seitdem hat JustFab Partnerschaften mit Avril Lavigne und ihrer Abbey-Dawn-Kollektion sowie Dereon von Beyoncé bekannt gegeben. Im Juli 2012 erhielt JustFab eine weitere Finanzierung in Höhe von USD 76 Millionen.
Im Januar 2013 gab JustFab die Übernahme des Subscription-Commerce-Unternehmens FABKids bekannt.
Darüber hinaus wurde im Mai 2013 das in Barcelona ansässige Unternehmen „TheFabShoes“ akquiriert. Nach neusten Informationen wird der Umsatz von JustFab von 77 Millionen Euro 2012 auf über 190 Millionen Euro 2013 wachsen und ist mit über 700 Mitarbeitern an den Standorten Los Angeles, Louisville und Charlotte (USA) – Berlin, London und Barcelona (Europa) aktiv. Der Europäische Anteil am Umsatz liegt bei 30 Millionen Euro.
Die Just Fabulous Inc. gehört zur Unternehmensgruppe Intelligent Beauty Inc. Schwesterfirmen der Just Fabulous Inc. sind die am amerikanischen Markt tätige Firma Dermstore.com, die einen der größten Onlineshops für dermatologische Produkte in den USA betreibt, sowie SENSA, die ein Produkt im Bereich Nahrungsergänzungsmittel vertreibt. Im Oktober 2013 stellte JustFab das zusammen mit der Schauspielerin Kate Hudson gegründete Unternehmen Fabletics vor, das Sportoutfits vertreibt. Alle vier Firmen haben am Standort El Segundo, Kalifornien ihren Hauptsitz.
Fabletics ist seit Juli 2014 auch in Deutschland, England und Frankreich aktiv.

## Mitgliedschaft
Nutzer müssen am Anfang einen Styletest durchlaufen, der Auskunft über die modischen Vorlieben gibt und so eine Personalisierung des Angebots seitens Justfab ermöglicht. Monatlich erhalten die registrierten Nutzer dann neue Produktvorschläge anhand ihres Styleprofils. Die Erstellung dieser Stylevorschläge ist kostenlos. Nutzerinnen können sich beliebig oft neue Styles zusammenstellen lassen.
Beim ersten Kauf können sich die registrierten Kundinnen zwischen einer VIP- und einer Gast-Mitgliedschaft entscheiden. Die VIP-Mitgliedschaft ermöglicht den Kauf der Produkte zu einem Vorteilspreis. Im Gegenzug muss das VIP-Mitglied die Webseite mindestens einmal im Monat besuchen und entweder ein beliebiges Produkt kaufen oder die Mitgliedschaft pausieren. Basic-Mitglieder können die Produkte zu Preisen ab 49,95 € erwerben, haben dafür jedoch keine monatliche Verpflichtung.

## Kimora:House of Fab TV Show
Im Januar 2013 wurde beim TV-Sender Style Network in den USA die erste Episode der TV-Show House of Fab mit Kimora Lee Simmons ausgestrahlt. Dabei geht es in 8 Episoden um den Aufbau der Firma JustFab. Die TV Show ist eine Fortsetzung von Kimora Lee Simmons früherer TV-Show Life in the Fab Lane. Nach der Ausstrahlung des Formats in England im März 2013 folgt im Juni 2013 die Erweiterung in den deutschsprachigen Markt auf dem Sender E! Entertainment.

## Kritikpunkte
Die in Deutschland bis dato (2013) unbekannte Geschäftspolitik dieses „Subscription-Retailers“ stößt bei einigen Kunden auf Unverständnis und wird auch in der Presse kontrovers diskutiert. So hat zum Beispiel die Zeitschrift Stern das Thema JustFab im September 2012 online aufgegriffen. Vor allem die Abbuchung der sogenannten Mitgliedsbeiträge wird dort kritisiert. Auch in Verbraucherforen wird die Thematik des „gut versteckten“ Mode-Abos der Firma beleuchtet und unverändert kritisch kommentiert. Mittlerweile gibt es Dienstleister, die die Kündigung und die Rückerstattung von JustFab-Mitgliedsbeiträgen für Kunden durchsetzen. Der Hauptkritikpunkt ist vor allem, dass die unterschiedlichen Abo-Modelle an Verhaltensformen der Mitglieder gebunden sind. Lediglich die VIP-Abonnenten haben die Option, das Abomodell zu pausieren. Sofern ein Mitglied innerhalb der ersten fünf Tage eines Monats allerdings weder pausiert noch eines der aufgeführten Produkte erwirbt, wird diesem andernfalls automatisch ein Kredit in Höhe von 39,95 € vom hinterlegten Zahlungsmittel abgebucht, welcher nur für künftige Käufe genutzt werden kann.